# Área 7
Pour les articles homonymes, voir Area.
Área 7 est un groupe péruvien de rock, originaire de Lima. Il est entièrement composé de femmes : Diana Foronda (voix), Fátima Foronda (guitare, chœurs), Alejandra Torres (guitare), Karol Uriol (basse, chœurs) et Illari Arbe (batterie).
Le groupe est formé en 1999 par les sœurs Foronda, qui seront ensuite rejointes par Josie Romani, Karol Uriol, et enfin Evelyn Matos.

## Historique

### Débuts
Formé en 1999 à Lima, Área 7 initie un mouvement de rock intégralement féminin au Pérou. Le groupe est formé sous l'impulsion de Fátima et Diana Foronda qui ont décidé de former un groupe qui jouerait des reprises de groupes comme Pearl Jam, Alice in Chains, et Nirvana. Cette même année, la première formation de Área 7 commence à jouer à Barranco et Miraflores, environ deux ans.
En 2000, elles prennent contact avec Josie Romani. La chimie nait immédiatement, Josie contacte Karol Uriol (guitariste par nature), qui décide de soutenir le groupe à la basse et c'est ainsi que leurs propres morceaux émergent. Leur premier grand concert s'effectue au Desgraciadazo (5 juillet 2003) partageant la scène avec Contracorriente, Ni Voz Ni Voto, R3SET, Masacre et 6 Voltios. Déjà pour cette année, le groupe est consolidé, les concerts massifs commencent avec des groupes comme D'Mente Común et Leusemia. En 2004, le groupe annonce sur TVRock la sortie de leur premier disque, l'EP Área 7. Après plusieurs voyages dans la province et des concerts à Lima, le groupe participe à plusieurs compilations.

### Changement de style
En 2010, le groupe publie son troisième album en numérique, 1.9.8.4, qui compte en seulement une semaine avait plus de 4 200 téléchargements. Il s'agit d'un hommage à Pamela Heredia, une amie très proche du groupe décédée en 2008. Cependant, après cet événement, un nouveau membre rejoint la formation, Illari Arbe.
Ce disque marque une transition du nu metal vers un style musical différent. Il s'agit d'un mélange entre punk rock, heavy metal et rock alternatif ; il est également accompagné d'un art graphique où le groupe est montré interagissant avec des rapaces, une proposition visuelle qui implique l'attitude et la force du groupe.
Les groupes féminins étant difficilement accessibles dans la scène rock péruvienne, Diana Foronda (Área 7) et Ro Cruz del Castillo (Cherrylips) décident de former leur propre circuit de groupes girls only (uniquement pour les filles). C'est ainsi que le festival Girls of Rock nait en 2011. Depuis, le festival se déroule chaque année. En 2012, le groupe vit sa première percée internationale, et est choisi en soutien au groupe The Agonist pendant leur tournée South American Tour à Lima, le mercredi 25 juillet au Yield Bar Rock de la Plaza San Martín,,. La même année, elles participent au festival équatorien FestivalFFF, qui regroupe les groupes indépendants d'Amérique latine.
Le 14 juin 2013, elles partagent la scène avec les groupes argentins reconnus : Rata Blanca et Catupecu Machu à l'événement appelé Acustirock Argentina qui se déroule à l'Embarcadero 41,. Le 1er février 2014 sur le point de sortir le clip de leur morceau Mírate en mí le 9 février, filmé et édité par elles-mêmes, les sœurs Diana (voix) et Fátima Foronda (guitare) s'entretiennent avec Peru.com pour discuter de leurs débuts et de leurs influences musicales, ainsi que du genre musical qu'elles jouent actuellement. Elles expliquent s'être inspirées de groupes comme Korn, Linkin Park, et Limp Bizkit.
Le 10 octobre 2014, Área 7 sort la version physique de sa production musicale 1.9.8.4, au label Morrison Records. 1.9.8.4, version physique, est anticipé par un remix et remasterisation qui parvient à définir plus précisément le style musical du groupe dans son ensemble.
Le 25 octobre, elles participent au Revolución caliente, festival organisé à l'Estadio Nacional del Perú.

### Polémiques
Le 15 juin 2015, Diana et Fátima Foronda se revoient face à Peru.com pour parler du clip de Ni mejor y peor, qui les font participer. De là, elles soutiennent explicitement l'union civile entre personnes du même sexe. « C'est un secret pour personne : nous sommes en faveur de l'union civile parce que nous croyons aux convictions des garçons et filles qui se battent pour ce droit. En fait, nous sommes ouverts à toute sorte de démonstration d'amour », explique Fátima Foronda, deuxième guitariste d'Área 7.
En février 2016, elles offrent une brève séance acoustique au journal El Comercio, l'un des plus importants du pays. Elles jouent les morceaux Ni mejor ni peor et Espectro. 
En septembre 2016, Slipknot est annoncé à Lima aux côtés de A.N.I.M.A.L., Por Hablar, Contracara, et Área 7. La présence de cette dernière suscite beaucoup de rejet dans le public, estimant que le style musical du groupe était trop soft par rapport à celui de Slipknot. De ce fait, le mois suivant (en octobre), le groupe annonce sur Facebook qu'il n'assistera pas au concert de Slipknot à Lima le 18 octobre, à cause du mauvais accueil du public. Cependant, quelques jours plus tard, elles seraient à nouveau choisies en première partie des Guns N 'Roses, le 27 octobre de la même année. « Nous demandons du respect et un peu de soutien, il y a des gens très hostiles mais nous y sommes préparés et nous sommes prêtes à offrir le meilleur à nos frères péruviens », déclare Diana Foronda.

## Membres
- Diana Foronda - chant
- Fátima Foronda - guitare solo, chœurs
- Karol Uriol - basse
- Illari Arbe - batterie

## Discographie

### Albums studio
- 2006 : Máquina de Almas
- 2010 : 1.9.8.4

### EP
- 2004 : Área 7